# ميخائيل ميو نيلسن
ميخائيل ميو نيلسن (بالدنماركية: Michael Mio Nielsen)‏ هو لاعب كرة قدم دنماركي في مركز الدفاع، ولد في 11 فبراير 1965 في الدنمارك في مملكة الدنمارك. شارك مع منتخب الدنمارك لكرة القدم. أما مع النوادي، فقد لعب مع بولدكلوبن فرم ونادي كوبنهاغن ونادي ليل.

## وصلات خارجية
- ميخائيل ميو نيلسن على موقع قاعدة بيانات كرة القدم.إي يو (الإنجليزية)
- ميخائيل ميو نيلسن على موقع ناشيونال فوتبول تيمز (الإنجليزية)
- ميخائيل ميو نيلسن على موقع عالم كرة القدم.نت (الإنجليزية)